# 아니쉬 기리
아니쉬 기리(1994년 6월 28일 ~ )는 네덜란드의 체스 선수이다.
러시아 상트페테르부르크에서 태어났다.